# Gonioctena pseudogobanzi
Gonioctena pseudogobanzi es una especie de insecto coleóptero de la familia Chrysomelidae.
Fue descrita científicamente en 2001 por Kippenberg.